# Acosta (Familienname)
Acosta ist ein spanischer Familienname.

## Namensträger

### A
- Agustín Acosta (Schriftsteller) (1886–1978), kubanischer Politiker und Schriftsteller
- Agustín Acosta Lagunes (* 1929), mexikanischer Politiker
- Aida de Acosta (1884–1962), US-amerikanische Luftschiffpilotin
- Alberto Acosta Espinosa (* 1948), ecuadorianischer Wirtschaftswissenschaftler und Politiker
- Alberto Enrique Acosta (* 1973), mexikanischer Wasserspringer
- Alberto Joshimar Acosta (* 1988), mexikanischer Fußballspieler
- Alberto Martín Acosta (* 1977), uruguayischer Fußballspieler
- Alejandro Acosta (Schachspieler) (* 1959), kolumbianischer Schachspieler
- Alejandro Acosta (Agrarwissenschaftler) (* 1974), kolumbianischer Agrarwissenschaftler
- Alejandro Acosta (Fußballspieler) (* 1980), uruguayischer Fußballspieler
- Alejandro Rafael Acosta (* 1990), uruguayischer Fußballspieler
- Alexander Acosta (* 1969), US-amerikanischer Anwalt und Politiker
- Anabelle Acosta (* 1987), kubanische Schauspielerin und Model
- Anastasia Acosta (* 1975), costa-ricanische Schauspielerin
- Ángel Acosta (* 1990), puerto-ricanischer Boxer
- Armando Acosta (* 1946), kolumbianischer Fußballtorhüter
- Asunción Acosta (* 1954), kubanische Leichtathletin
- Azi Acosta (* 2004), philippinische Filmschauspielerin

### B
- Benjamin Acosta-Hughes (* 1960), US-amerikanischer Gräzist
- Bernal González Acosta (* 1973), costa-ricanischer Schachspieler
- Beto Acosta (Alberto Federico Acosta; * 1966), argentinischer Fußballspieler und -trainer
- Bismark Acosta (* 1986), costa-ricanischer Fußballspieler
- Boris Acosta, US-amerikanischer Videoproduzent und Filmregisseur
- Briseida Acosta (* 1993), mexikanische Taekwondoin
- Bryan Acosta (* 1993), honduranischer Fußballspieler

### C
- Carlos Acosta (Sportschütze) (1908–1968), mexikanischer Sportschütze
- Carlos Acosta (Fußballspieler) (* 1969), panamaischer Fußballspieler
- Carlos Acosta (* 1973), kubanischer Tänzer und Choreograf
- Carlos Daniel Acosta (* 1990), uruguayischer Fußballspieler
- Carolina Acosta Hospitaleche (* 1975), argentinische Paläornithologin
- Cecilio Acosta (1818–1881),  venezolanischer Schriftsteller
- Christian Acosta (* 2004), paraguayischer Leichtathlet
- Claudio Silvero Acosta (* 1935), paraguayischer Priester, Weihbischof in Encarnación
- Cristóbal Acosta, portugiesischer Arzt und Botaniker

### D
- Danilo Acosta (* 1997), honduranisch-US-amerikanischer Fußballspieler
- Diego Acosta (* 2002), paraguayischer Fußballspieler
- Ditto Acosta (* 1969), arubanischer Poolbillardspieler

### E
- Eduardo F. Acosta y Lara (1917–2014), uruguayischer Historiker und Anthropologe

### F
- Fabián Acosta (* 1967), argentinischer Tänzer und Choreograf
- Facundo Díaz Acosta (* 2000), argentinischer Tennisspieler
- Ferran Adrià Acosta (* 1962), katalanischer Koch und Gastronom, siehe Ferran Adrià
- Francisco Ozoria Acosta (* 1951), dominikanischer Geistlicher, Erzbischof von Santo Domingo
- Franco Acosta (1996–2021), uruguayischer Fußballspieler

### G
- Gerardo Acosta (* 1984), uruguayischer Fußballspieler
- Germán Medina Acosta (* 1958), kolumbianischer Geistlicher, Bischof von Engativá
- Graciela Acosta (* 1963), uruguayische Leichtathletin
- Gustavo Acosta (1965–2024), argentinischer Fußballspieler

### H
- Héctor Acosta (Gitarrist) (1914–??), argentinischer Gitarrist
- Héctor Acosta (Radsportler) (1933–1973), argentinische Radrennfahrer
- Héctor Acosta (Politiker), uruguayischer Politiker
- Héctor Acosta (Sänger) (* 1967), dominikanischer Sänger
- Héctor Acosta (Fußballspieler, 1990) (* 1990), uruguayischer Fußballspieler
- Héctor Acosta (Fußballspieler, 1991) (* 1991), mexikanischer Fußballspieler
- Heriberto Acosta (* 1974), bolivianischer Radrennfahrer
- Honoria Acosta-Sison (1888–1970), philippinische Ärztin

### I
- Ildefonso Acosta (1939–2022), kubanischer Gitarrist, Musikpädagoge und Komponist
- Isabelino Acosta (* 1956), paraguayischer Fußballspieler

### J
- Jhonny Acosta (* 1983), costa-ricanischer Fußballspieler
- Jim Acosta (* 1971), US-amerikanischer Journalist
- Joaquín Acosta (1799/1800–1852), kolumbianischer Wissenschaftler
- Jorge Acosta (* 1964), US-amerikanischer Fußballspieler
- Jorge Eduardo Acosta (* 1941), argentinischer Offizier
- José de Acosta (auch José d'Acosta; 1539/1540–1599/1600), spanischer Jesuit, Missionar und Gelehrter
- José Antonio Acosta Hernández (El Diego ), mutmaßlicher mexikanischer Verbrecher
- José Eugenio Acosta (1942–2006), argentinischer Reiter
- José Hiraís Acosta Beltrán (* 1966), mexikanischer Geistlicher, Bischof von Huejutla
- José Julián Acosta (1825–1891), puerto-ricanischer Journalist und Abolitionist
- José Renato Salazar Acosta, kolumbianischer Diplomat
- José Vicente García Acosta (* 1972), spanischer Radrennfahrer
- Josefina Acosta de Barón, kolumbianische Pianistin, Musikpädagogin und Komponistin
- Juan Acosta (Leichtathlet, 1907) (1907–1994), chilenischer Marathonläufer
- Juan Acosta (Leichtathlet, II), argentinischer Sprinter
- Juan Acosta (Leichtathlet, III), argentinischer Sprinter
- Juan Acosta (Schauspieler) (* 1957), argentinischer Schauspieler
- Juan Acosta (Inlineskater), kolumbianischer Inlineskater
- Juan Alberto Acosta (* 1957), uruguayischer Fußballspieler
- Juan Carlos Acosta (* 1957), uruguayischer Fußballspieler
- Juan Gutiérrez Acosta (* 1964), chilenischer Fußballtorhüter
- Julio Acosta (Revolutionär) (1885–1919), mexikanischer Revolutionär
- Julio Acosta (Fußballspieler) (Julio Orfilio Acosta; * 1934), uruguayischer Fußballspieler
- Julio Acosta (Boxer) (Julio Antonio Acosta Cuza; * 1974), kubanischer Boxer
- Julio Acosta (Rennfahrer) (Julio Sebastian Acosta Hinojosa; * 1991), kolumbianischer Automobilrennfahrer
- Julio Acosta García (1872–1954), costa-ricanische Politiker, Präsident 1920 bis 1924
- Julio César Acosta (Julio Cesar Acosta González; * 1987), chilenischer Gewichtheber

### K
- Kellyn Acosta (* 1995), US-amerikanischer Fußballspieler

### L
- Lautaro Acosta (* 1988), argentinischer Fußballspieler
- Leonardo Acosta (1933–2016), kubanischer Musikwissenschaftler und Schriftsteller
- Leopoldo Acosta (* 1962), ecuadorianischer Leichtathlet
- Lindolfo Acosta (1899–??), argentinischer Fußballspieler
- Luciano Acosta (* 1994), argentinischer Fußballspieler
- Luis Acosta (Fußballspieler, 1959) (Luis Alberto Acosta Rodríguez; * 1959), uruguayischer Fußballspieler
- Luis Acosta Mena (* 1994), spanischer Fußballspieler
- Luis Alberto Acosta (* 1959), uruguayischer Fußballspieler
- Luis Ángel Acosta (* 1948), mexikanischer Schwimmer
- Luis Garden Acosta (* 1945), US-amerikanischer Sozialaktivist
- Luz Acosta (* 1980), mexikanische Gewichtheberin

### M
- Manny Acosta (* 1981), panamaischer Baseballspieler
- Manuel Sánchez Acosta (1914–2006), dominikanischer Arzt und Komponist
- Marcelo Acosta (* 1996), salvadorianischer Schwimmer
- María Soledad Torres Acosta (1826–1887), spanische Ordensgründerin
- Mariano Acosta (Politiker) (1825–1893), argentinischer Politiker
- Mariano Acosta (Leichtathlet) (* 1930), argentinischer Sprinter
- Mario Arturo Acosta Chaparro (1942–2012), mexikanischer Militär
- Martín Acosta y Lara (1925–2005), uruguayischer Basketballspieler
- Mauricio Acosta, uruguayischer Fußballspieler
- Mauro Acosta (* 1989), uruguayischer Gewichtheber
- Mercedes de Acosta (1893–1968), US-amerikanische Schriftstellerin und Modedesignerin
- María José Acosta (* 1991), venezolanische Ringerin
- Michel Acosta (* 1988), uruguayischer Fußballspieler
- Miguel Acosta (Fußballspieler, 1972) (Miguel Ángel Acosta Martínez; * 1972), paraguayischer Fußballspieler
- Miguel Acosta Moreno (* 1975), mexikanischer Fußballspieler
- Miguel Acosta (Boxer) (* 1978), venezolanischer Boxer
- Miguel Acosta (Fußballspieler, 1998) (Miguel Acosta Mateos; * 1998), spanischer Fußballspieler
- Miguelina Acosta Cárdenas (1887–1933), peruanische Juristin
- Misael Acosta (* 1998), panamaischer Fußballspieler

### N
- Nelson Acosta (* 1944), uruguayisch-chilenischer Fußballspieler und -trainer
- Nicolás Acosta (1844–1894), bolivianischer Intellektueller

### O
- Óscar Acosta (Schriftsteller, 1933) (Óscar Acosta Zeledón; 1933–2014), honduranischer Schriftsteller, Dichter, Politiker und Diplomat
- Oscar Acosta (Fußballspieler) (* 1964), argentinischer Fußballspieler
- Oscar Carlos Acosta (1957–2006), US-amerikanischer Baseballspieler und -trainer
- Oscar Zeta Acosta (1935–1974), US-amerikanischer Rechtsanwalt, Politiker und Schriftsteller
- Osmay Acosta (* 1985), kubanischer Boxer

### P
- Pedro Acosta (Fußballspieler) (* 1959), venezolanischer Fußballspieler
- Pedro Acosta (Leichtathlet) (* 1970), kubanischer Diskuswerfer
- Pedro Acosta (Rennfahrer) (* 2004), spanischer Motorradrennfahrer

### R
- Rafael Acosta (* 1989), venezolanischer Fußballspieler
- Rafael Acosta Córdoba (1944–2025), mexikanischer Rockmusiker
- Ray Acosta (* 1983), US-amerikanischer Basketballschiedsrichter
- Rodolfo Acosta (Schauspieler) (1920–1974), mexikanischer Schauspieler
- Rodolfo Acosta (Komponist) (* 1970), kolumbianischer Komponist
- Rodolfo Acosta Muñoz, mexikanischer Rechtswissenschaftler, Richter und Politiker
- Roslandy Acosta (* 1992), venezolanische Volleyballspielerin
- Rubén Acosta (Fußballspieler) (* 1968), uruguayischer Fußballspieler
- Rubén Acosta Hernandez (* 1934), mexikanischer Sportfunktionär

### T
- Tanya Acosta (* 1991), argentinische Volleyballspielerin

### U
- Ulisses Acosta Romero (1911–1986), venezolanischer Geiger, Komponist, Arrangeur und Dirigent
- Uriel Acosta (1585–1640), jüdischer Religionsphilosoph und Theologiekritiker, siehe Uriel da Costa
- Ursula Acosta (1933–2018), deutsche Psychologin und Hochschullehrerin

### V
- Valentina Acosta (* 2000), kolumbianische Bogenschützin

### W
- Waldemar Acosta (* 1986), uruguayischer Fußballspieler
- Walter Acosta (* 1935), uruguayischer Schauspieler, Theaterregisseur und Dramaturg

### Y
- Yasmani Acosta (* 1988), chilenischer Ringer